# Luis Vizcaíno
Luis Vizcaíno  (Baní, 6 de agosto de 1974) é um ex-jogador profissional de beisebol da República Dominicana.

## Carreira
Luis Vizcaíno foi campeão da World Series 2005 jogando pelo Chicago White Sox. Na série de partidas decisiva, sua equipe venceu o Houston Astros por 4 jogos a 0.